# Gabriel Chávez Roca
Gabriel Chávez Roca es un político peruano. Fue alcalde del distrito de Huachocolpa entre 1996 y 1999.
Nació el 19 de marzo de 1954. Participó en las elecciones municipales de 1995 como candidato a la alcaldía del distrito de Huachocolpa, provincia de Tayacaja, departamento de Huancavelica, por la Lista N° 11 Unión Distrital de Desarrollo obteniendo la elección con el 31.818% de los votos. Tentó su reelección en las elecciones municipales de 1998 por el partido Unión por el Perú sin éxito. Participó en las elecciones regionales de Huancavelica de 2002 como candidato a la vicepresidencia regional de Huancavelica por la Alianza Electoral Unidad Nacional junto con el candidato a presidente regional Julio César Chumbes Carbajal quedando en séptimo lugar.